# Aileron (planche à voile)

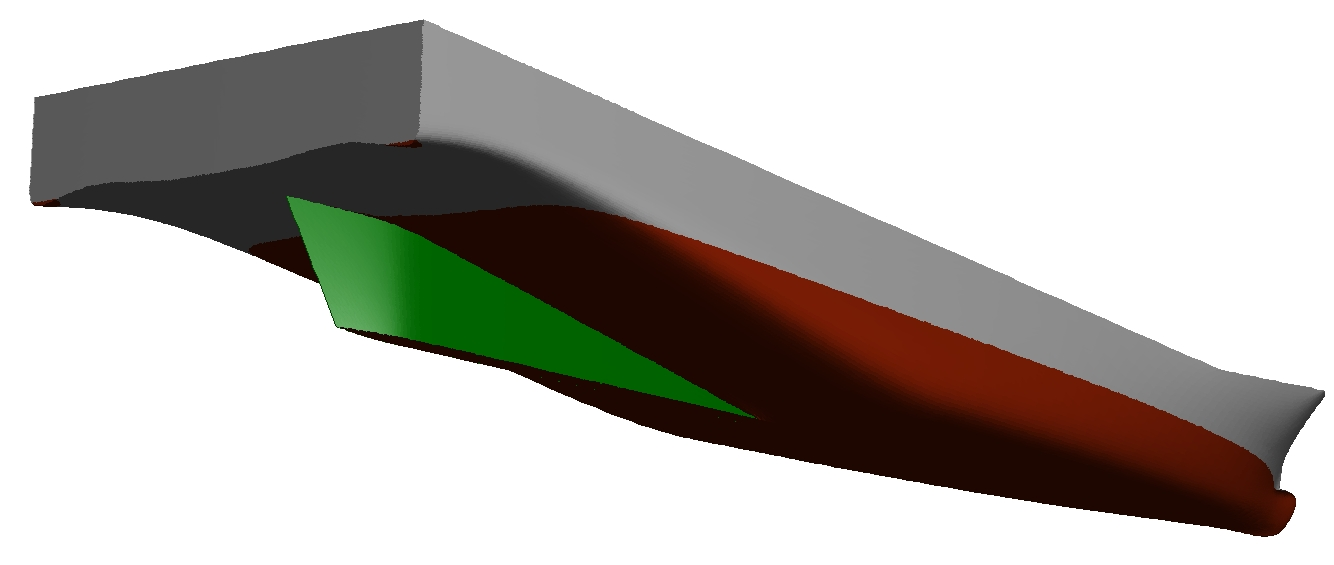
Aileron (en vert)

Pour les articles homonymes, voir Aileron.
L'aileron est une pièce fixée à l'arrière et sous la planche, l'empêchant de glisser latéralement, lui donnant une stabilité en direction et permet un contrôle de la direction par inclinaison du flotteur (carving en anglais} ou pilotage au pied ce qui se fait lorsque le planchiste à faire varier son poids d'un côté à l'autre.

## Description et types
- Sur une planche de raceboard, participe au plan anti-dérive avec la dérive et les cares.
- Sur une planche de funboard, avant le planing, l'aileron seul sert de force anti-dérive. Lorsque ces mêmes planches sont au planing, la surface de cet aileron est quasiment la seule partie du flotteur qui reste immergée maintenant ainsi le contact entre la planche et l'eau.

Comme pour l'ensemble du matériel, le programme décide de sa taille et de son dessin. Par exemple pour ne citer que les extrêmes :
- pour naviguer dans les petits airs sur une planche volumineuse, sa profondeur peut dépasser allégrement 50 cm. Plus un aileron est profond, meilleur est le départ au planing, la vitesse et la capacité à faire du près. Ce type d’aileron a des lignes tendues et ressemble d’ailleurs plus à une dérive qu’à un aileron classique.
- À l’inverse, pour la navigation en vague par vent fort, un aileron de 20 cm à la courbure importante est suffisant. Il rend ainsi le flotteur plus manœuvrable et permet de surfer et de tourner plus facilement.